# Luís Carlos Massot
Luís Carlos Massot (Pelotas, 19 de fevereiro de 1862 — ?) foi um educador, jornalista e político brasileiro.
Filho de Alphonse Theodore Massot de Messimy e Cezarina Amelia de La Quintinie. Em 1884, fundou o jornal literárioa A Pena, órgão do Clube Apolinário Porto Alegre, além dele, formava a comissão editorial Alfredo Ferreira Rodrigues, Guilherme Echenique, dono da editora Universal, e José Calero. Junto com Cassiano do Nascimento, dirigiu o Diário Popular, de Pelotas. Em 1886 fundou o Colégio Evolução, junto com Affonso Emílio Massot, na mesma cidade, o colégio fechou em 1893 com a Revolução Federalista. Era Primeiro Notario e Official do Registro Geral, em 1906.
Foi eleito  deputado estadual, à 21ª Legislatura da Assembleia Legislativa do Rio Grande do Sul, de 1891 a 1895.